# Mythos
Mythos: Miturile Greciei repovestite (2017) este una din operele lui Stephen Fry. Cuprinde o selecție de mituri ale Greciei antice repovestite într-o manieră plină de umor.